# Hryhoriwka (rejon kupiański)
Hryhoriwka (ukr. Григорівка) – wieś na Ukrainie, w obwodzie charkowskim, w rejonie kupiańskim, w hromadzie Wełykyj Burłuk. W 2001 liczyła 628 mieszkańców, wśród których 572 wskazało jako ojczysty język ukraiński, a 56 rosyjski.